# П'ятикнижжя (книга)
«П’ятикнижжя» – поетична збірка українського поета Чубая Григорія Петровича (Грицька Чубая) видавництва «Видавництво Старого Лева» видана у 2013 та 2015 роках.
В основі книги п’ять книжок-поем: «Вертеп», «Відшукування причетного», «Світло і сповідь», «Постать Голосу» та «Плач Єремії». Передмову до «П’ятикнижжя» написав поет Кость Москалець. До збірки увійшли Чубаєві фотографії та листи. В кінці «П’ятикнижжя» – післямова Олега Лишеги, українського поета і близького друга Грицька.

## Цитати
«… Поети, як відомо, не йдуть від нас цілком і безповоротно. Вони залишають нам найважливішу частку себе – тексти. А Грицько Чубай залишив ще й неперевершений талант згуртовувати довкола себе талановитих і сміливих. Він об’єднує всіх нас навіть нині, будучи серед нас присутнім по-іншому…» – Юрій Андрухович

«… я не раз перечитував «Говорити, мовчати і говорити знову», як і інші поеми і вірші Грицька Чубая, не раз чув деякі з них у виконанні Тараса Чубая і його групи «Плач Єремії». Безумовно, ця поема – дивовижна хоча б тому, що виникла посеред мовчання, болісного для молодого поета, якого до 1970 року натхнення не покидало…» – Віктор Неборак